# 宇佐美貴史
宇佐美 貴史（うさみ たかし、1992年5月6日 - ）は、京都府長岡京市出身のプロサッカー選手。Jリーグ・ガンバ大阪所属。ポジションはフォワード（セカンドトップ）、ミッドフィールダー（オフェンシブハーフ、サイドハーフ）。元日本代表。
妻はタレントの宇佐美蘭。ガンバ大阪におけるJリーグ通算最多得点者。

## 来歴

### プロ入り前
京都府長岡京市出身。両親揃ってのガンバ大阪サポーターである家庭に男三人兄弟の末っ子として生まれ、上2人の兄がサッカーをしていたことに影響され1歳半の頃から自然とボールに触れ始め3歳ぐらいになると一人で公園に行き、ボールを蹴っていたという。
5歳になった1997年地元の長岡京サッカースポーツ少年団（長岡京SS） に入団すると小1のときに小4、小2のときには小5のチームに飛び級し小4から卒業するまで毎年200点前後合計600点以上の得点を挙げた地元では小学生レベルの「天才少年」として知れ渡っていた。
2005年、長岡京SSからガンバ大阪ジュニアユースに加入。同年6月、韓国で開催されU-13日本ユース選抜 として出場したMBC国際ユース大会決勝戦では、5人抜きドリブルを披露するなど高木善朗の2得点を演出する圧巻の活躍を見せた。2006年の高円宮杯第18回全日本ユース選手権では、大会得点王となる10得点を挙げる活躍で、G大阪JYの高円宮杯ユース選手権初優勝に貢献。JYの同期には大森晃太郎や昌子源らがいる。
2007年、中学3年次でガンバ大阪ユース（高校生年代）に飛び級で昇格すると、唯一の中学3年生ながらレギュラーに定着し、同年の第31回日本クラブユースサッカー選手権優勝に貢献。2008年の高校1年次には背番号「10」を背負い、同年12月の第16回Jユースカップ決勝セレッソ大阪U-18戦では、2点ビハインドの状況からPKを獲得し、逆転後には4点目のダメ押しミドルシュートを決めるなど2得点に絡む活躍でG大阪ユースの6年ぶり4度目のJユースカップ優勝に貢献するなど、数多くの活躍を見せたことからG大阪下部組織の「史上最高傑作」と称された。この時点でシュート、パスといったアタッキング能力全般に定評があったと言われていた。

### ガンバ大阪時代
2009年、ガンバ大阪のトップチームにクラブ史上初となる高校2年次での飛び級で昇格（同期昇格は2学年上の大塚翔平と菅沼駿哉）。5月20日、ACLグループリーグ第6節・FCソウル戦にて先発メンバーに名を連ね、稲本潤一が1997年に記録した17歳171日のG大阪史上最年少デビュー記録を更新する17歳14日での公式戦初出場を果たし、後半19分に公式戦初得点も記録した。5月24日、J1第13節・鹿島戦でJリーグ初出場を果たす。しかし、その後は調子が振るわず、シーズン通して控えメンバーにすらほとんど入ることができず、リーグ戦の出場も初出場の鹿島戦以降はJ1第16節・名古屋戦、第17節清水戦のみとなり、2009年の公式戦出場はわずか4試合に留まった。
2010年、開幕当初は前年同様なかなか出場機会を得られなかったが、主力選手にケガ人が続出したことで、4月10日のJ1第6節・大宮戦でこの年初めてスタメンで起用される。J1第8節FC東京戦でリーグ戦初得点を挙げ、ACLグループリーグ第5節・水原三星戦では、ロスタイムに決勝点を挙げチームの逆転勝利に貢献。シーズン中盤から高校3年生ながら遠藤保仁・二川孝広・橋本英郎・明神智和らの代表経験者で構成されたG大阪の「黄金の中盤」に割って入り、主に左サイドハーフ、または2トップの一角として起用され、2004年に森本貴幸が記録した高校生Jリーガーのシーズン最多得点（4得点）を更新する7得点を挙げる活躍を見せ、G大阪では初となるJリーグベストヤングプレーヤー賞（新人王）を受賞し、G大阪の公式応援番組『GAMBA TV〜青と黒〜』の年末特別企画『GAMBA TV アウォーズ』では、選手とサポーターが選ぶシーズンMVPに選出された。 なお、2010年のJ1リーグで放ったシュート数は日本人選手トップを記録した。
2011年、背番号をかつて松波正信や播戸竜二が付けていた「11」に変更。ポジションは左MFやトップ下などの中盤を担当することになった。しかし、中盤でのゲームメイクに徹するあまり、本来の持ち味である突破力や決定力を発揮できず、開幕から公式戦8試合連続無得点が続き、スタメンを外されることもあったが、日本代表のアルベルト・ザッケローニ監督が視察に訪れた5月15日のJ1第11節・福岡戦で、2011年のリーグ戦初得点を挙げ、代表入りへアピールした。6月27日、ドイツ・ブンデスリーガの名門バイエルン・ミュンヘンへの完全移籍のオプション付きとなる1年間の期限付き移籍が決定した。7月13日、移籍前のラストゲームとなったJ1第4節神戸戦では、有終の美を飾る1得点1アシストの活躍を見せた。

### バイエルン・ミュンヘン時代
2011年7月18日、現地ミュンヘンで加入会見が行われた。背番号は「14」。8月13日、リーグ戦第2節VfLヴォルフスブルク戦でブンデスリーガ初出場を果たした。10月26日、ヴォルフスブルク戦以来の公式戦出場となったDFBポカール2回戦のFCインゴルシュタット04戦で移籍後初得点を決め、12月7日のUEFAチャンピオンズリーググループリーグ最終戦マンチェスター・シティ戦では、日本人最年少となるCL初出場を果たした。2012年4月21日、第32節ブレーメン戦では移籍後初のスタメンフル出場を果たした。5月19日、CL決勝チェルシー戦では、日本人初のCL決勝ベンチ入りするも、出場機会は訪れずチームもPK戦の末敗れた。最終的に2011-12シーズンの公式戦出場は、わずか5試合に留まり、バイエルンのハイレベルなポジション争いに割って入ることはできなかった。また、バイエルンが完全移籍のオプションを行使しなかったため、1シーズン限りでの退団が決定した。

### ホッフェンハイム時代
2012年5月23日、ブンデスリーガ・TSG1899ホッフェンハイムへの完全移籍のオプション付きとなる1年間の期限付き移籍が発表された。9月16日、移籍後初先発となったリーグ戦第3節SCフライブルク戦でブンデスリーガ初得点を決めた。クラブではシーズン当初こそレギュラーとして起用されたが、クラブは極度の成績不振で監督交代が相次ぎ、シーズン終盤は出番が減少していった。2013年4月24日、2012-13シーズン限りでホッフェンハイムを退団することが発表された。

### ガンバ大阪（第2次）時代
2013年6月18日より古巣のG大阪に復帰が決定。復帰初戦となった7月20日のJ2第25節・神戸戦で、いきなり2得点を挙げる活躍で首位攻防戦の勝利に貢献。以後同じくこの年に加入したブラジル人FWロチャと2トップを組みゴールを量産し、8月には5試合5得点の活躍を見せ、月間MVPを受賞した。遠藤保仁とツートップを組んだシーズン終盤もペースを落とすことなく得点を重ね、J2第38節・徳島戦では、プロ入り初の4得点のハットトリックを達成。J2優勝に王手をかけた第41節・山形戦でも2得点の活躍を見せるなど、11月は4試合4得点をあげ2度目の月間MVPを受賞。最終的にリーグ全42試合の半分以下の18試合で試合数を上回る19得点を記録。途中加入ながら得点ランク2位につける得点力を発揮し、G大阪のJ2優勝と1年でJ1復帰に貢献した。
2014年、ポジション登録をFWに変更。開幕前の2月中旬、練習中に左足を負傷し、左腓骨筋腱脱臼の全治8週間と診断されプロ入り初の長期離脱となりシーズン前半戦の欠場を余儀なくされた。4月26日のJ1第9節・川崎戦で復帰し、初先発となったJ1第12節・徳島戦で復帰後初得点を決めた。自身が離脱中、チームは一時期降格圏内に沈むほど低迷していたが、2014 FIFAワールドカップによる中断明け以降は新加入のブラジル人FWパトリックとの2トップでコンスタントに得点を重ね、後半戦躍進の中心的存在となり9月には月間MVPを受賞。ナビスコカップでは決勝までの6試合でチーム最多の5得点を決めG大阪では安田理大以来となるナビスコカップニューヒーロー賞を受賞。決勝の広島戦では、パトリックの同点ゴールをアシストしG大阪の7年ぶり、自身にとっては初の優勝に貢献した。10月以降、好調なチームとは対照的に相手からの徹底マークにあったことで、公式戦8試合連続無得点と不振に陥ったが、シーズン終盤は復調し天皇杯準決勝・清水戦、第33節・神戸戦ではそれぞれ2得点をあげ、天皇杯決勝山形戦では2ゴール1アシストと全得点に絡む活躍を見せた。最終的に2014年の公式戦全得点は21点を記録（J1・10得点、ナビスコカップ・5得点、天皇杯・6得点）。これはJ1全体でトップの数字であり、天皇杯では永井謙佑と並び大会得点王となった。さらに、Jリーグベストイレブンを初受賞するなど、G大阪のリーグ優勝さらには国内三冠の立役者となる1年であった。
2015年、国内でのシーズン開幕戦ゼロックススーパーカップでは決勝ゴールを決め、ガンバの8年ぶりとなるスーパーカップ制覇に貢献した。リーグ戦は開幕戦から好調をキープして得点をかさね、第3節甲府戦から第8節の松本戦にかけてクラブタイ記録となる6試合連続ゴールを決め、4月の月間MVPを受賞した。6月27日の1stステージ最終節・山形戦では後半5分から12分間でハットトリックを達成し、これが自身にとってJ1初のハットトリックとなった 1stステージは17試合13得点で得点ランキングのトップに立ったが、後半戦は日本代表との掛け持ちで大きくコンディションを落としたことで2ndステージ17試合6得点と得点ペースが激減。リーグ戦計19得点はJ1での自己最多記録となったが目標としていた20得点には届かず得点王を逃し、CSでも3試合無得点と結果を出せなかった。中断空けの天皇杯準々決勝鳥栖戦では公式戦約3カ月ぶりとなる得点を含む2得点の活躍で、万博記念競技場最後の試合を勝利で飾った 続く準決勝ではCSで敗れた広島から2得点を挙げる活躍でリーグでの雪辱を果たした。2015年の公式戦出場数（代表含む）はJ1全選手中最多の66試合にのぼった

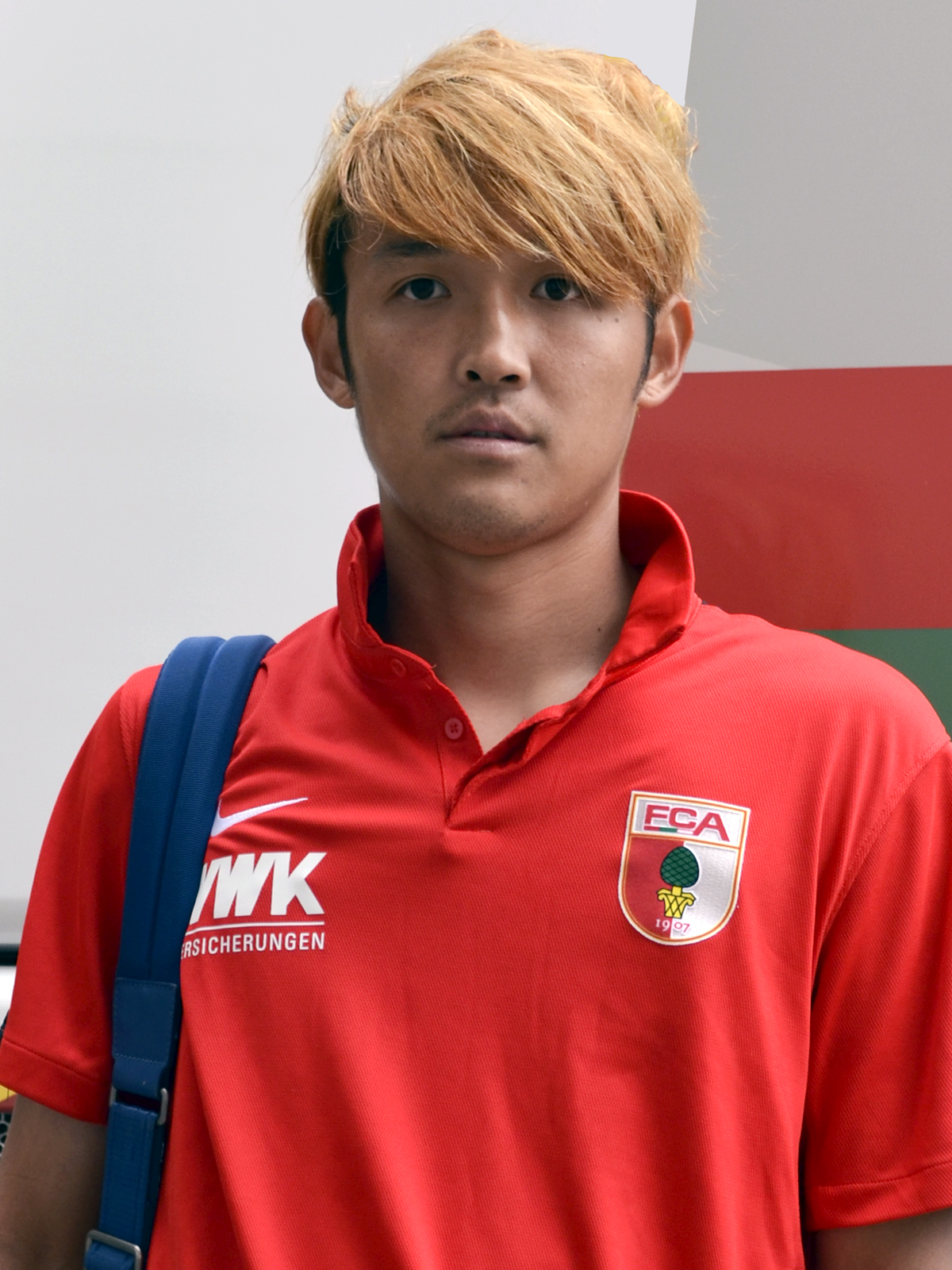
2016年、アウクスブルク時代

### アウクスブルク時代
2016年6月20日、ブンデスリーガ・FCアウクスブルクへの完全移籍が発表された。4年契約で移籍金は推定2億円。8月27日、開幕戦のVfLヴォルフスブルク戦で途中出場し、移籍後初出場を果たした。12月15日、第15節・ボルシア・メンヒェングラートバッハ戦で移籍後初先発を果たした。2017年2月17日、第21節・バイエル・レヴァークーゼン戦で初のフル出場を果たした。移籍1年目となった2016-17シーズンは、思うような活躍が出来ず11試合無得点で終え、地元紙から「期待を下回った」と評された。

### デュッセルドルフ時代
2017年8月30日にドイツ2部のフォルトゥナ・デュッセルドルフへ期限付き移籍する事が発表された。9月10日に行われた第5節の1.FCウニオン・ベルリン戦に途中出場し、移籍後初ゴールを挙げた。前半戦は前シーズンでの試合感不足からコンディション不良になり調子が上がらなかったが、後半戦になると調子を上げ、2018年3月11日、第26節のMSVデュースブルク戦で4試合連続得点をきめて勝利に貢献。5月13日の第34節、優勝がかかった首位1.FCニュルンベルク戦との直接対決では、2点ビハインドの状況からヘディングでシーズン8得点目となるゴールを決め、チームの逆転勝利を呼び込み2部優勝・1部昇格に貢献した。
シーズン終了後は1度アウクスブルク所属に戻ったものの、8月4日にアウクスブルクと2021年までの契約延長とデュッセルドルフへ再び期限付き移籍することが発表された。11月10日、第10節・ヘルタ・ベルリン戦で今季初得点を決めた。

### ガンバ大阪（第3次）時代
2019年6月24日、完全移籍で3年ぶりにガンバ大阪へ復帰する事が発表された。ドイツでの再挑戦について「2度目もダメだったというのが、清々しいぐらい自分の中である」と移籍会見で述べた。背番号はプロ一年目と同様の33番となった。Jリーグ復帰初戦となったJ1第20節・名古屋戦で1点ビハインドの状況から試合終了間際に同点弾となるゴールを記録すると、第30節・湘南戦から第32節・仙台戦にかけて3試合連続ゴールを記録するなど、14試合の出場で7得点をマークしチームの残留に貢献した。
2022年より、副キャプテンに就任。3月6日、川崎戦で負傷し、その後右アキレス腱断裂と診断され、長期離脱を余儀なくされる。
その後27試合を欠場したが10月1日の柏戦で先発復帰した。
尚、その試合で自身はプロ初のキャプテンマークを巻き選手入場した。
2023年より、チームキャプテンに就任。遠藤保仁が使用していた背番号7を継承した。
2024年もチームキャプテンに就任。2月24日、開幕戦の町田戦で試合終盤に直接FKを決めると、そこから3試合連続ゴールを記録。自身の誕生日の5月6日にホームで行われたC大阪との大阪ダービーでは、前半に相手のパスミスからボールを奪ってミドルシュートを決めて先制。これが決勝点となりチームをJ1での大阪ダービー5年ぶりの勝利に導き、自身の誕生日に花を添える活躍をした。6月、10月のJ1月間MVPを受賞、またクラブ史上初の在籍中通算100得点達成者となった。さらに10月の月間MVPの大きな要因ともなった、第33節の札幌戦での後半ATでの逆転ゴールをもって、最優秀ゴール賞を初受賞した。

### 日本代表
各年代の日本代表チームにおいて、常にその世代の中心選手として、2007年の豊田国際ユースサッカー大会や2009年のコパ・チーバスなど数多くの大会で得点王や最優秀選手を獲得した。この世代には宇佐美を始め、宮吉拓実、高木善朗、宮市亮、柴崎岳といった逸材が揃っていることから、「プラチナ世代」と称されている。
2009年11月にU-17日本代表として出場したFIFA U-17ワールドカップでは、3試合で無得点と結果を出すことができず、日本代表もグループリーグ3連敗のグループ最下位で敗退した。
2010年10月にU-19日本代表として出場したAFC U-19選手権では、グループリーグ第2戦のベトナム戦でハットトリックを達成する活躍を見せるも、日本代表は準々決勝で敗退。また、AFCアジアカップ2011の予備登録メンバーにも選出された。
2011年6月のキリンカップに出場する日本代表に初選出された。キリンカップでフル代表初出場とはならなかったが、本人は初めての代表合宿で大きな経験を得られたと語っている。
2012年8月、U-23日本代表として出場したロンドンオリンピックでは4試合に出場するも無得点に終わり、チームもあと一歩でメダル獲得を逃した。11月、1年半ぶりにフル代表に選出されるも出場機会はなかった。
2015年3月19日、ヴァイッド・ハリルホジッチ新体制となったサッカー日本代表メンバーに約2年半ぶりに選出される。3月27日のキリンチャレンジカップ・チュニジア戦で初招集から約4年越しで代表デビューを果たし、3月31日のウズベキスタン戦で見事なドリブル突破から代表初ゴールを決めた。6月11日、イラク戦では代表初先発を飾った。
2018年6月、ロシアワールドカップのメンバーに選出され、GS第2戦のセネガル戦で左MFとして途中出場からW杯初出場を果たした。第3戦のポーランド戦では、スタメンとして左MFで出場した。大会を通してチームが戦った4試合のうち2試合に出場するも目立った活躍はなかった。
2019年3月、ロシアワールドカップ以来となる、森保一体制では初の選出を果たしたが、3月26日のボリビア戦の出場を最後に事実上代表を引退した状態となった。

## 人物・エピソード
- 両親はJリーグ発足時からの熱狂的なガンバ大阪サポーターであり、特に松波正信のファン[64] だった。その影響もあって、自身も物心がつく前からのG大阪サポーターであり[65]、実家には子供の頃にG大阪の選手と一緒に撮った写真が飾られている。
- 小学生の時、スピードはあるがボールタッチの大きいドリブルが特徴の人がいたため、それを見て反面教師とし、自らはタッチの細かいドリブルを意識してするようになったという。
- ジュニアユース在籍が2年間、ユース在籍も2年間と共に飛び級で昇格している。これをG大阪の育成普及部長（当時）である上野山信行は「いい選手にはいい環境を与える。これは当然のことです」と語っている[64]。
- G大阪でユースチーム在籍中にトップ昇格した選手としては稲本潤一、新井場徹、家長昭博に次いで4人目。高校2年生進級時での正式なトップチーム昇格（プロ契約）はG大阪では初であった[2]。
- G大阪時代の2010年に2度、通勤用に乗っていた自転車の盗難被害に遭った。1度目は4月上旬に盗まれ、約2か月後に発見されたが、11月に再び盗難に遭ってしまった[66]。しかしその直後の年末に自動車の運転免許を取得したことから、以後はマイカー通勤となった[67]。
- ジュニアユース時代から過ごしたG大阪への想いは強く、2011年7月12日の移籍前最後の練習では、練習場に集まったサポーターからの激励に感極まり涙した[68]。
- 長岡京市立長岡中学校時代の同級生に競泳ロンドンオリンピック日本代表の高橋美帆がいる。中学校1年次のクラスの水泳の授業では水泳の苦手な宇佐美に高橋がアドバイスしたこともあったという[69]。
- 長兄は宇佐美のサッカー経歴と同じく長岡京SSからG大阪下部組織に入っており、家長昭博と元チームメイトだった。同じくG大阪下部組織出身の本田圭佑とも中学からの知り合いであり、宇佐美もその頃から本田と面識がある[70]。
- 世代別代表では常に日本代表に選出されており、その頃は同学年の柴崎岳が「使われる側」で宇佐美が「使う側」だったが、A代表で同時にプレーするようになるとそのプレー関係は逆となり柴崎が出すパスに宇佐美が反応する側となった。なお柴崎とは同学年であり生まれ月も同じ5月である。
- 2011年6月27日、バイエルン・ミュンヘンへの移籍と同時に1歳年上の幼なじみ[71] であるタレント宇佐美蘭（旧姓・田井中蘭）との入籍を発表[72][73]。またこれにより妻が所属している芸能事務所セント・フォースと、スポーツ選手ではバドミントン日本代表の潮田玲子についで2人目、男性としては全分野を通して初となるマネジメント契約[注 5] を締結した[74]。2014年12月20日、入籍から3年越しで結婚披露宴を行った[75]。2015年12月24日、第1子の長女が誕生[76]。その2日後に行われた天皇杯・サガン鳥栖戦でゴールを決め、長女誕生を祝うゆりかごパフォーマンスを行った[77]。
- バイエルン時代、チームメイトのフランク・リベリーから、サッカー選手としての心構えに対する多くのアドバイスを貰ったことを『週刊サッカーダイジェスト』で隔週連載されている自身のコラム『宇佐美日記』で度々取り上げていた。また、移籍前にはリベリーから「才能に恵まれた選手だが、経験が少なすぎる。成長するために出場機会を増やすべきだ」とアドバイスを送られた[78]。
- バイエルンのキャプテンであるフィリップ・ラームからは「彼（宇佐美）はあまりに若く、経験が少ないままバイエルンに加入してしまった。でも、間違いなくものすごい才能の持ち主だったよ」と2015年に評されている[79]。
- 同学年の女子サッカー選手岩渕真奈とは、一時同じチーム（ホッフェンハイム）に在籍していた上、2013年2月に岩渕が靭帯を痛めた際には、リハビリの手助けとして2ヶ月ほど同居していた（岩渕が宇佐美家に居候する形）など、深い交流がある。当時は宇佐美家の飼い犬が宇佐美ではなく岩渕の方に懐いてしまった[80]。
- 食べ物ではスイカが苦手[81]。本人曰く「瓜系の食べ物全般が苦手」で、メロンやきゅうりも大嫌いだという[82]。
- 2016年にインスタグラムを始めたが、その後、閉鎖した。その理由については「試合後に「死ね」などというコメントが来ると、苛立つし、スタジアムで応援してくる人達のなかにもああいう悪いコメントを送ってくる人がいるのかなと思いたくない。本当に応援してくれるひとは温かいメッセージを送ってくれるだろう。」とメンタル面への影響も考えてのことである。

## 所属クラブ
- 1997年 - 2004年 長岡京サッカースポーツ少年団（長岡京市立神足小学校）
- 2005年 - 2006年 ガンバ大阪ジュニアユース（長岡京市立長岡中学校）
- 2007年 - 2008年 ガンバ大阪ユース（向陽台高等学校）
- 2009年 - 2016年6月 ガンバ大阪
  - 2011年7月 - 2012年5月 バイエルン・ミュンヘン（期限付き移籍）
  - 2012年5月 - 2013年5月 TSG1899ホッフェンハイム（期限付き移籍）
- 2016年7月 - 2019年6月 FCアウクスブルク
  - 2017年8月 - 2019年6月 フォルトゥナ・デュッセルドルフ（期限付き移籍）
- 2019年6月 - ガンバ大阪

## 個人成績
| 国内大会個人成績 | 国内大会個人成績 | 国内大会個人成績 | 国内大会個人成績 | 国内大会個人成績 | 国内大会個人成績 | 国内大会個人成績 | 国内大会個人成績 | 国内大会個人成績 | 国内大会個人成績 | 国内大会個人成績 | 国内大会個人成績 |
| 年度             | クラブ           | 背番号           | リーグ           | リーグ戦         | リーグ戦         | リーグ杯         | リーグ杯         | オープン杯       | オープン杯       | 期間通算         | 期間通算         |
| 年度             | クラブ           | 背番号           | リーグ           | 出場             | 得点             | 出場             | 得点             | 出場             | 得点             | 出場             | 得点             |
| 日本             | 日本             | 日本             | 日本             | リーグ戦         | リーグ戦         | リーグ杯         | リーグ杯         | 天皇杯           | 天皇杯           | 期間通算         | 期間通算         |
| ---------------- | ---------------- | ---------------- | ---------------- | ---------------- | ---------------- | ---------------- | ---------------- | ---------------- | ---------------- | ---------------- | ---------------- |
| 2009             | G大阪            | 33               | J1               | 3                | 0                | 0                | 0                | 0                | 0                | 3                | 0                |
| 2010             | G大阪            | 33               | J1               | 26               | 7                | 2                | 0                | 4                | 2                | 32               | 9                |
| 2011             | G大阪            | 11               | J1               | 14               | 4                | -                | -                | -                | -                | 14               | 4                |
| ドイツ           | ドイツ           | ドイツ           | ドイツ           | リーグ戦         | リーグ戦         | リーグ杯         | リーグ杯         | DFBポカール      | DFBポカール      | 期間通算         | 期間通算         |
| 2011-12          | バイエルン       | 14               | ブンデス1部      | 3                | 0                | -                | -                | 1                | 1                | 4                | 1                |
| 2012-13          | ホッフェンハイム | 33               | ブンデス1部      | 20               | 2                | -                | -                | 1                | 0                | 21               | 2                |
| 日本             | 日本             | 日本             | 日本             | リーグ戦         | リーグ戦         | リーグ杯         | リーグ杯         | 天皇杯           | 天皇杯           | 期間通算         | 期間通算         |
| 2013             | G大阪            | 39               | J2               | 18               | 19               | -                | -                | 2                | 1                | 20               | 20               |
| 2014             | G大阪            | 39               | J1               | 26               | 10               | 7                | 5                | 4                | 6                | 37               | 21               |
| 2015             | G大阪            | 39               | J1               | 34               | 19               | 1                | 0                | 3                | 4                | 38               | 23               |
| 2016             | G大阪            | 39               | J1               | 17               | 5                | -                | -                | -                | -                | 17               | 5                |
| ドイツ           | ドイツ           | ドイツ           | ドイツ           | リーグ戦         | リーグ戦         | リーグ杯         | リーグ杯         | DFBポカール      | DFBポカール      | 期間通算         | 期間通算         |
| 2016-17          | アウクスブルク   | 39               | ブンデス1部      | 11               | 0                | -                | -                | 0                | 0                | 11               | 0                |
| 2017-18          | アウクスブルク   | 39               | ブンデス1部      | 0                | 0                | -                | -                | 0                | 0                | 0                | 0                |
| 2017-18          | デュッセルドルフ | 33               | ブンデス2部      | 28               | 8                | -                | -                | 1                | 0                | 29               | 8                |
| 2018-19          | デュッセルドルフ | 33               | ブンデス1部      | 19               | 1                | -                | -                | 2                | 0                | 21               | 1                |
| 日本             | 日本             | 日本             | 日本             | リーグ戦         | リーグ戦         | リーグ杯         | リーグ杯         | 天皇杯           | 天皇杯           | 期間通算         | 期間通算         |
| 2019             | G大阪            | 33               | J1               | 14               | 7                | 4                | 1                | 1                | 0                | 19               | 8                |
| 2020             | G大阪            | 33               | J1               | 30               | 6                | 2                | 0                | 2                | 0                | 34               | 6                |
| 2021             | G大阪            | 39               | J1               | 38               | 6                | 2                | 0                | 4                | 0                | 44               | 6                |
| 2022             | G大阪            | 39               | J1               | 7                | 0                | 1                | 0                | 0                | 0                | 8                | 0                |
| 2023             | G大阪            | 7                | J1               | 29               | 5                | 6                | 0                | 0                | 0                | 35               | 5                |
| 2024             | G大阪            | 7                | J1               | 35               | 12               | 0                | 0                | 4                | 1                | 39               | 13               |
| 2025             | G大阪            | 7                | J1               |                  |                  |                  |                  |                  |                  |                  |                  |
| 通算             | 日本             | 日本             | J1               | 273              | 81               | 25               | 6                | 22               | 13               | 300              | 100              |
| 通算             | 日本             | 日本             | J2               | 18               | 19               | -                | -                | 2                | 1                | 20               | 20               |
| 通算             | ドイツ           | ドイツ           | ブンデス1部      | 53               | 3                | -                | -                | 4                | 1                | 57               | 4                |
| 通算             | ドイツ           | ドイツ           | ブンデス2部      | 28               | 8                | -                | -                | 1                | 0                | 29               | 8                |
| 総通算           | 総通算           | 総通算           | 総通算           | 372              | 111              | 25               | 6                | 29               | 15               | 426              | 132              |

| 2011-12 | バイエルンII | -      | ブンデス4部 | 18 | 6 | 18 | 6 |
| 通算    | ドイツ       | ドイツ | ブンデス4部 | 18 | 6 | 18 | 6 |
| 総通算  | 総通算       | 総通算 | 総通算      | 18 | 6 | 18 | 6 |

その他の公式戦
- 2010年
  - スーパーカップ 1試合0得点
- 2015年
  - スーパーカップ 1試合1得点
  - Jリーグチャンピオンシップ 3試合0得点
- 2016年
  - スーパーカップ 1試合1得点

| 国際大会個人成績 | 国際大会個人成績 | 国際大会個人成績 | 国際大会個人成績 | 国際大会個人成績 |
| 年度             | クラブ           | 背番号           | 出場             | 得点             |
| AFC              | AFC              | AFC              | ACL              | ACL              |
| ---------------- | ---------------- | ---------------- | ---------------- | ---------------- |
| 2009             | G大阪            | 33               | 1                | 1                |
| 2010             | G大阪            | 33               | 4                | 2                |
| 2011             | G大阪            | 11               | 7                | 1                |
| UEFA             | UEFA             | UEFA             | UEFA CL          | UEFA CL          |
| 2011-12          | バイエルン       | 14               | 1                | 0                |
| AFC              | AFC              | AFC              | ACL              | ACL              |
| 2015             | G大阪            | 39               | 11               | 4                |
| 2016             | G大阪            | 39               | 5                | 0                |
| 2021             | G大阪            | 39               | 5                | 0                |
| 2025/26/2        | G大阪            | 7                |                  |                  |
| 通算             | AFC              | AFC              | 33               | 8                |
| 通算             | UEFA             | UEFA             | 1                | 0                |

出場歴
- 公式戦初出場・初得点 - 2009年5月20日 ACLグループリーグ第6節 vsFCソウル（万博記念競技場）
- Jリーグ初出場 - 2009年5月24日 J1第13節 vs鹿島アントラーズ（万博記念競技場）
- Jリーグ初得点 - 2010年4月24日 J1第8節 vsFC東京（万博記念競技場）
- Jリーグ初ハットトリック - 2013年10月27日 J2第38節 vs徳島ヴォルティス（鳴門・大塚スポーツパークポカリスエットスタジアム）
- J1初ハットトリック - 2015年6月27日 J1.1st第17節 vsモンテディオ山形（NDソフトスタジアム山形）
- ブンデスリーガ初出場 - 2011年8月13日 第2節 vsVfLヴォルフスブルク（フォルクスワーゲン・アレーナ）
- ブンデスリーガ初得点 - 2012年9月16日 第3節 vsSCフライブルク（バーデノーヴァ・シュタディオン）

## タイトル

### クラブ
ガンバ大阪ジュニアユース
- 高円宮杯全日本ユース選手権U-15：1回（2006年）

ガンバ大阪ユース
- 日本クラブユース選手権U-18：1回（2007年）
- Jユースカップ：1回 （2008年）

ガンバ大阪
- Jリーグ ディビジョン1：1回（2014年）
- Jリーグ ディビジョン2：1回（2013年）
- 天皇杯 JFA 全日本サッカー選手権大会：3回（2009年、2014年、2015年）
- Jリーグカップ：1回（2014年）
- FUJI XEROX SUPER CUP：1回（2015年）

フォルトゥナ・デュッセルドルフ
- 2. ブンデスリーガ：1回（2017-18）

### 代表
日本代表
- キリンカップサッカー：1回（2011年）

### 個人
ユース時代
- 高円宮杯全日本ユース選手権U-15 得点王（2006年）
- 日本クラブユース選手権U-15 得点王（2006年）
- メニコンカップ（クラブユース東西対抗戦） 敢闘賞（2006年）
- 豊田国際ユースサッカー大会 最優秀選手賞、得点王 (2007年)
- 第9回 Franco Gallini 記念国際サッカー大会 最優秀選手賞（2007年）
- プリンスリーグU-18（関西） 得点王（2008年）
- コパ・チーバス2009 得点王（2009年）
- 第10回ビジャレアル国際ユースサッカー大会 得点王（2009年）
- 第10回 Manel Fornè Pons ユースサッカー大会 最優秀選手賞（2009年）

プロ時代
- Jリーグベストイレブン：3回（2014年、2015年、2024年）
- Jリーグ優秀選手賞：3回（2014年、2015年、2024年）
- Jリーグベストヤングプレーヤー賞（2010年）
- Jリーグカップ ニューヒーロー賞（2014年）
- Jリーグ月間MVP：6回（J2：2013年8月、2013年11月、J1：2014年9月、2015年4月、2019年11月・12月、2024年6月・10月）
- J1リーグ 最優秀ゴール賞（2024年）
- 天皇杯得点王：（2014年）

その他受賞
- 日本プロスポーツ大賞 新人賞（2010年）

## 代表歴
- 国際Aマッチ初出場 - 2015年3月27日 キリンチャレンジカップ2015 vsチュニジア代表（大分スポーツ公園総合競技場）
- 国際Aマッチ初得点 - 2015年3月31日 JALチャレンジカップ2015 vsウズベキスタン代表（東京スタジアム）

### 出場大会
- U-13日本代表
- U-14日本代表
- U-15日本代表
  - 2007年 - AFC U-16選手権・予選（4試合2得点）
- U-16日本代表
  - 2008年 - AFC U-16選手権 （ベスト4 / 4試合2得点）
- U-17日本代表
  - 2009年 - FIFA U-17ワールドカップ （グループリーグ敗退 / 3試合0得点）
- U-18日本代表
- U-19日本代表
  - 2010年 - AFC U-19選手権（ベスト8 / 3試合3得点）
- U-20日本代表
- U-22日本代表
  - 2011年 - ロンドンオリンピックアジア2次予選
  - 2011年 - ロンドンオリンピックアジア最終予選
- U-23日本代表
  - 2012年 - トゥーロン国際大会（グループリーグ敗退 / 2試合2得点）
  - 2012年 - ロンドンオリンピック（4位 / 4試合0得点）
- 日本代表
  - 2011年 - キリンカップサッカー2011
  - 2012年 - 2014 FIFAワールドカップ・アジア4次予選
  - 2015年 - キリンチャレンジカップ2015
  - 2015年 - 2018 FIFAワールドカップ・アジア2次予選
  - 2015年 - 東アジアカップ2015
  - 2016年 - キリンカップサッカー2016
  - 2016年 - 2018 FIFAワールドカップ・アジア3次予選
  - 2018年 - 2018 FIFAワールドカップ

### 試合数
- 国際Aマッチ 27試合 3得点（2015年 - 2019年）

| 日本代表 | 国際Aマッチ | 国際Aマッチ |
| 年       | 出場        | 得点        |
| -------- | ----------- | ----------- |
| 2011     | 0           | 0           |
| 2012     | 0           | 0           |
| 2015     | 13          | 2           |
| 2016     | 5           | 1           |
| 2017     | 1           | 0           |
| 2018     | 7           | 0           |
| 2019     | 1           | 0           |
| 通算     | 27          | 3           |

### 出場
| No. | 開催日         | 開催都市         | スタジアム                         | 対戦国                   | 結果 | 監督                       | 大会                                                            |
| --- | -------------- | ---------------- | ---------------------------------- | ------------------------ | ---- | -------------------------- | --------------------------------------------------------------- |
| 1.  | 2015年3月27日  | 大分             | 大分スポーツ公園総合競技場         | チュニジア               | ○2-0 | ヴァイッド・ハリルホジッチ | キリンチャレンジカップ2015                                      |
| 2.  | 2015年3月31日  | 調布             | 東京スタジアム                     | ウズベキスタン           | ○5-1 | ヴァイッド・ハリルホジッチ | JALチャレンジカップ2015                                         |
| 3.  | 2015年6月11日  | 横浜             | 日産スタジアム                     | イラク                   | ○4-0 | ヴァイッド・ハリルホジッチ | キリンチャレンジカップ2015                                      |
| 4.  | 2015年6月16日  | さいたま         | 埼玉スタジアム2002                 | シンガポール             | △0-0 | ヴァイッド・ハリルホジッチ | 2018 FIFAワールドカップ・アジア2次予選兼 AFCアジアカップUAE予選 |
| 5.  | 2015年8月2日   | 武漢             | 武漢体育中心                       | 朝鮮民主主義人民共和国   | ●1-2 | ヴァイッド・ハリルホジッチ | EAFF東アジアカップ2015                                          |
| 6.  | 2015年8月5日   | 武漢             | 武漢体育中心                       | 韓国                     | △1-1 | ヴァイッド・ハリルホジッチ | EAFF東アジアカップ2015                                          |
| 7.  | 2015年8月9日   | 武漢             | 武漢体育中心                       | 中国                     | △1-1 | ヴァイッド・ハリルホジッチ | EAFF東アジアカップ2015                                          |
| 8.  | 2015年9月3日   | さいたま         | 埼玉スタジアム2002                 | カンボジア               | ○3-0 | ヴァイッド・ハリルホジッチ | 2018 FIFAワールドカップ・アジア2次予選兼 AFCアジアカップUAE予選 |
| 9.  | 2015年9月8日   | テヘラン         | アザディ・スタジアム               | アフガニスタン           | ○6-0 | ヴァイッド・ハリルホジッチ | 2018 FIFAワールドカップ・アジア2次予選兼 AFCアジアカップUAE予選 |
| 10. | 2015年10月8日  | マスカット       | シーブ・スタジアム                 | シリア                   | ○3-0 | ヴァイッド・ハリルホジッチ | 2018 FIFAワールドカップ・アジア2次予選兼 AFCアジアカップUAE予選 |
| 11. | 2015年10月13日 | テヘラン         | アザディ・スタジアム               | イラン                   | △1-1 | ヴァイッド・ハリルホジッチ | 国際親善試合                                                    |
| 12. | 2015年11月12日 | カラン           | シンガポール・ナショナルスタジアム | シンガポール             | ○3-0 | ヴァイッド・ハリルホジッチ | 2018 FIFAワールドカップ・アジア2次予選兼 AFCアジアカップUAE予選 |
| 13. | 2015年11月17日 | プノンペン       | プノンペン・オリンピックスタジアム | カンボジア               | ○2-0 | ヴァイッド・ハリルホジッチ | 2018 FIFAワールドカップ・アジア2次予選兼 AFCアジアカップUAE予選 |
| 14. | 2016年3月29日  | さいたま         | 埼玉スタジアム2002                 | シリア                   | ○5-0 | ヴァイッド・ハリルホジッチ | 2018 FIFAワールドカップ・アジア2次予選兼 AFCアジアカップUAE予選 |
| 15. | 2016年6月3日   | 豊田             | 豊田スタジアム                     | ブルガリア               | ○7-2 | ヴァイッド・ハリルホジッチ | キリンカップサッカー2016                                        |
| 16. | 2016年6月7日   | 吹田             | 市立吹田サッカースタジアム         | ボスニア・ヘルツェゴビナ | ●1-2 | ヴァイッド・ハリルホジッチ | キリンカップサッカー2016                                        |
| 17. | 2016年9月1日   | さいたま         | 埼玉スタジアム2002                 | アラブ首長国連邦         | ●1-2 | ヴァイッド・ハリルホジッチ | 2018 FIFAワールドカップ・アジア最終予選                         |
| 18. | 2016年9月6日   | バンコク         | ラジャマンガラ競技場               | タイ                     | ○2-0 | ヴァイッド・ハリルホジッチ | 2018 FIFAワールドカップ・アジア最終予選                         |
| 19. | 2017年3月28日  | さいたま         | 埼玉スタジアム2002                 | タイ                     | ○4-0 | ヴァイッド・ハリルホジッチ | 2018 FIFAワールドカップ・アジア最終予選                         |
| 20. | 2018年3月23日  | リエージュ       | スタッド・モーリス・デュフラン     | マリ                     | △1-1 | ヴァイッド・ハリルホジッチ | 国際親善試合                                                    |
| 21. | 2018年3月27日  | リエージュ       | スタッド・モーリス・デュフラン     | ウクライナ               | ●1-2 | ヴァイッド・ハリルホジッチ | キリンチャレンジカップ2018                                      |
| 22. | 2018年5月30日  | 横浜             | 日産スタジアム                     | ガーナ                   | ●0-2 | 西野朗                     | キリンチャレンジカップ2018                                      |
| 23. | 2018年6月8日   | ルガーノ         | スタディオ・ディ・コルナレード     | スイス                   | ●0-2 | 西野朗                     | 国際親善試合                                                    |
| 24. | 2018年6月12日  | インスブルック   | ティヴォリ・シュターディオン       | パラグアイ               | ○4-2 | 西野朗                     | 国際親善試合                                                    |
| 25. | 2018年6月24日  | エカテリンブルク | エカテリンブルクアリーナ           | セネガル                 | △2-2 | 西野朗                     | 2018 FIFAワールドカップ                                         |
| 26. | 2018年6月28日  | ヴォルゴグラード | ヴォルゴグラード・アリーナ         | ポーランド               | ●0-1 | 西野朗                     | 2018 FIFAワールドカップ                                         |
| 27. | 2019年3月26日  | 神戸             | ノエビアスタジアム神戸             | ボリビア                 | ○1-0 | 森保一                     | キリンチャレンジカップ2019                                      |

### ゴール
| #  | 開催年月日    | 開催地     | スタジアム         | 対戦国         | 勝敗 | 試合概要                               |
| -- | ------------- | ---------- | ------------------ | -------------- | ---- | -------------------------------------- |
| 1. | 2015年3月31日 | 調布       | 味の素スタジアム   | ウズベキスタン | ○5-1 | JALチャレンジカップ2015                |
| 2. | 2015年10月9日 | マスカット | シーブ・スタジアム | シリア         | ○3-0 | 2018 FIFAワールドカップ・アジア2次予選 |
| 3. | 2016年6月3日  | 豊田       | 豊田スタジアム     | ブルガリア     | ○7-2 | キリンカップサッカー2016               |

## 出演

### CM
- アディダス（2011年）

### MV
- lecca「My measure」（2016年）[83]